# Tibouchina barnebyana
Tibouchina barnebyana är en tvåhjärtbladig växtart som beskrevs av John Julius Wurdack. Tibouchina barnebyana ingår i släktet Tibouchina och familjen Melastomataceae. Inga underarter finns listade i Catalogue of Life.